# Ariel Torres
Ariel Torres (6 de novembro de 1997) é um carateca estadunidense, medalhista olímpico.

## Carreira
Formado pela Westland Hialeah Senior High, nos Jogos Pan-Americanos de 2019 realizados em Lima, no Peru, ganhou a medalha de prata na prova masculina.
Torres conquistou a medalha de bronze nos Jogos Olímpicos de Verão de 2020 em Tóquio, após confronto na disputa contra o venezuelano Antonio Díaz na modalidade kata masculina.